# Brnik (gromada)
Brnik – dawna gromada, czyli najmniejsza jednostka podziału terytorialnego Polskiej Rzeczypospolitej Ludowej w latach 1954–1972.
Gromady, z gromadzkimi radami narodowymi (GRN) jako organami władzy najniższego stopnia na wsi, funkcjonowały od reformy reorganizującej administrację wiejską przeprowadzonej jesienią 1954 do momentu ich zniesienia z dniem 1 stycznia 1973, tym samym wypierając organizację gminną w latach 1954–1972.
Gromadę Brnik z siedzibą GRN w Brniku utworzono – jako jedną z 8759 gromad na obszarze Polski – w powiecie dąbrowskim w woj. krakowskim, na mocy uchwały nr 21/IV/54 WRN w Krakowie z dnia 6 października 1954. W skład jednostki weszły obszary dotychczasowych gromad Żelazówka, Laskówka Chorąska, Chorążec i Brnik ze zniesionej gminy Dąbrowa w tymże powiecie. Dla gromady ustalono 19 członków gromadzkiej rady narodowej.
31 grudnia 1961 z gromady Brnik wyłączono wieś Chorążec włączając ją do gromady Odporyszów, po czym gromadę Brnik zniesiono a jej (pozostały) obszar włączono do nowo utworzonej gromady Dąbrowa Tarnowska.